# Glinde
Glinde (niederdeutsch Glinn) ist eine Stadt im südlichen Schleswig-Holstein. Sie gehört zur Metropolregion Hamburg und liegt östlich von deren Kernstadt im Kreis Stormarn.

## Geografie

### Geografische Lage
Das Gemeindegebiet der Stadt Glinde erstreckt sich im östlichen Teil des Naturraums Hamburger Ring an der Glinder Au. Das Gewässerbett schwenkt (nach Durchquerung des Siedlungsgebiets in Nord-Süd-Richtung) am südlichen Rand der Hauptsiedlung zunächst in westliche Richtung ein und führt das Wasser in südwestlicher Richtung weiter zur Bille.

### Stadtgliederung
Das Gemeindegebiet von Glinde besteht siedlungsgeographisch einzig aus dem Randort gleichen Namens im Speckgürtel von Hamburg. Es erstreckt sich etwa sieben Kilometer östlich von der Stadtgrenze oder 21 Kilometer entfernt vom Stadtzentrum der bezeichneten Millionenstadt als Kernstadt der Metropolregion Hamburg.
Die nachfolgend aufgeführten „Stadtteile“ stellen ortsbekannte Bezeichnungen einer informellen städtischen Gliederung dar:

#### Wiesenfeld (auch „Glinde Süd“)
Der Siedlungsbereich Wiesenfeld ist durch Wohnsiedlungen in einer grünen Umgebung geprägt.

#### Glinder Berg
Das Unternehmen Krupp (Essen), das in Glinde 1934 ein Werk zur Herstellung von Kurbelwellen für Flugzeuge errichtete, legte in den darauf folgenden zwei Jahren eine Wohnsiedlung für ihre Beschäftigten an. Sie bestand aus Einheitsgrundstücken von 1100 m² mit Wohngebäuden und kleinen Stallbauten für die Kleintierhaltung zur Eigenbewirtschaftung. Die Einwohnerzahl von Glinde stieg damals von 350 auf etwa 500 Einwohner. Sie wurde mit Entstehung der sogenannten Kruppsiedlung sowie der Heereszeugamtsiedlung erweitert. Diese bildeten die Grundlage für das Bevölkerungswachstum im Zuge der Ansiedlung weiterer Industrie- und Militäreinrichtungen in der Zeit des NS-Staats.

#### Glinder Markt
Der Siedlungsbereich Glinder Markt wurde im Zuge der Ortsumgestaltung Anfang der 1970er Jahre angelegt. Hierbei wurde der große Dorfteich zugeschüttet. Die entstandene Anordnung von Wochenmarkt und Fachgeschäften galt als richtungsweisend für die Gestaltung von typischen „Schlafstädten“ im Hamburger „Speckgürtel“.

#### An der Au
Der Stadtteil An der Au erstreckt sich westlich vom Stadtzentrum am Schwenk der Glinder Au. Anfang der 1970er Jahre wurden hier zwei markante Hochhäuser errichtet, die, westlich und östlich des Bachlaufs nördlich und südlich der Möllner Landstraße angeordnet, eine Art westliches Einfallstor in den Innenstadtbereich bilden. Der Rest des Viertels ist geprägt durch Reihenhaus-Zeilen und vereinzelte Einfamilienhäusern.

### Nachbargemeinden
Direkt angrenzende Nachbargemeinden von Glinde sind:
| Barsbüttel  | Barsbüttel (OT Willinghusen)                |                                |
| Oststeinbek | Kompassrose, die auf Nachbargemeinden zeigt | Reinbek (OT Neuschönningstedt) |
|             | Hamburg (Stadtteil Lohbrügge)               | Reinbek                        |

## Geschichte

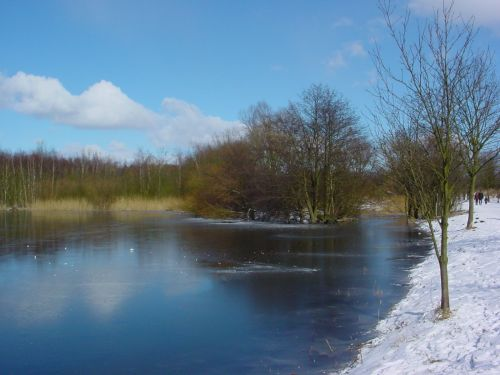
Glinder Au und Mühlenteich

Glinde wird zum ersten Mal in einer Schenkungsurkunde vom 25. März 1229 erwähnt. In der Urkunde übertrug Graf Adolf IV. von Holstein das Dorf Glinde dem nahegelegenen Zisterzienserinnenkloster Maria Magdalen, das um 1250 an seinen heutigen Standort Reinbek zog. Glinde diente fortan dem Unterhalt der Nonnen.
Im Rahmen der Reformation erhielt Friedrich I., König von Dänemark und Herzog von Schleswig und Holstein 1529 den gesamten Klosterbezirk, der ab 1544 zwischen seinem Sohn Christian III. und dessen Brüdern aufgeteilt wurde. So kamen Glinde und die Reste des 1529 aufgelösten und 1534 zerstörten Klosters in den Besitz des Herzog Adolf I. von Schleswig-Holstein-Gottorp. Sie gehörten danach zum alten landesherrlichen Amt Reinbek. 1648 wurde an der Glinder Au eine Wassermühle erbaut, die zunächst als Walk- und Fellmühle, später als Kupfer- und Farbholzmühle und schließlich bis Mitte des 20. Jahrhunderts als Kornmühle diente (s. u.: Museen). 1775 wurde die Gemeinde verkoppelt. Nach dem Deutsch-Dänischen Krieg übernahmen Österreich und Preußen 1864 gemeinsam die Verwaltung der Herzogtümer Schleswig und Holstein, bis beide 1867 von der preußischen Armee annektiert wurden. Mit der Einführung des preußischen Kommunalrechts wurde der Kreis Stormarn geschaffen, dem Glinde seitdem angehört. 1880 wurde das Gut Glinde vom Hamburger Rechtsanwalt Edward Bartels Banks, der eine große Anzahl Ländereien erworben hatte, gegründet. Es entwickelte sich unter Franz Rudorff und Sönke Nissen zum Musterbetrieb für Milchviehhaltung.
Zuerst zum Kirchspiel-Vogteibezirk Reinbek gehörend, kam Glinde 1889 zum Amtsbezirk Reinbek und 1897 zum neugebildeten Amtsbezirk Ohe. 1907 wurde Glinde durch die Südstormarnsche Kreisbahn mit Billstedt und Trittau verbunden. 1937 eröffnete die Krupp AG mit der Kurbelwellenwerk GmbH (KuHa) den ersten großen Industriebetrieb vor Ort.
Im Arbeitslager Wiesenfeld werkten in den Kriegsjahren 1942–1945 fast 3000 Zwangsarbeiter für das Kurbelwellenwerk Hamburg. Auf Initiative von Stoller & Nielson von der Bürgerinitiative gegen rechts wurde 2014 im Beisein der Enkelin eines Überlebenden hier die erste Stolperschwelle aus Messing verlegt, um der Opfer nationalsozialistischer Unterdrückung mahnend zu gedenken.
Infolge des Zweiten Weltkriegs ließen sich viele ausgebombte Hamburger und Flüchtlinge aus den deutschen Ostgebieten in Glinde nieder. Zum Ende des Krieges wurde Deutschland schrittweise besetzt. Am 3. Mai 1945 besetzten britische Truppen auch Glinde, das benachbarte Reinbek sowie den letzten Teil des noch unbesetzten Stormarns. Des Weiteren begann am Nachmittag des Tages auch die Besetzung Hamburgs, die zuvor in der Villa Möllering bei Lüneburg vereinbart worden war. Einen Tag später unterschrieb zudem Hans-Georg von Friedeburg im Auftrag des letzten Reichspräsidenten Karl Dönitz, der sich zuvor mit der letzten Reichsregierung in den Sonderbereich Mürwik abgesetzt hatte, die Teilkapitulation der Wehrmacht für Nordwestdeutschland, Dänemark und die Niederlande. Die bedingungslose Kapitulation der Wehrmacht folgte am 8. Mai 1945. Vom Mai 1945 bis September 1946 übernahm die Militärregierung die oberste Regierungsgewalt.
1948 wurde aus den Gemeinden Glinde, Oststeinbek, Havighorst und Schönningstedt das Amt Glinde gebildet, das 1978, nach dem Ausscheiden von Schönningstedt (1949) und Havighorst (1973) aufgelöst wurde; Glinde und Oststeinbek wurden amtsfreie Gemeinden.
Am 24. Juni 1979, zur 750-Jahr-Feier des Ortes, wurden Glinde die Stadtrechte verliehen.
Glinde weist als nunmehr viertgrößte Stadt im Kreis Stormarn die höchsten Wachstumsraten im Kreis auf und hat in den letzten zwei Jahren in der Dynamik die benachbarten Städte überholt.

### Ausgliederungen
Am 1. Januar 1974 wurde ein Gebiet mit knapp 100 Einwohnern an die Stadt Reinbek abgetreten.

### Einwohnerstatistik
| Jahr      | 1803 | 1933 | 1939  | 1948  | 1961  | 1970  | 1983   | 1994   | 2002   | 2010   | 2013   | 2020   | 2023   |
| Einwohner | 220  | 544  | 2.173 | 5.059 | 6.738 | 9.142 | 14.482 | 15.839 | 16.124 | 16.334 | 17.922 | 18.654 | 18.448 |

### Konfessionsstatistik
Ende 2020 waren von den 18.654 Einwohnern 23,7 % evangelisch, 8,5 % katholisch und 67,8 % waren konfessionslos oder gehörten einer anderen Glaubensgemeinschaft an. Ende 2022 waren von den Einwohnern 21,2 % evangelisch, 7,9 % katholisch und zirka 71 % waren konfessionslos oder gehörten einer anderen Glaubensgemeinschaft an.

## Politik

### Stadtvertretung
- CDU: 12
- Grüne: 5
- SPD: 9
- FDP: 6

Die Stadtvertretung ist die kommunale Volksvertretung der Stadt Glinde. Über die Zusammensetzung entscheiden die Bürger alle fünf Jahre. Die letzte Kommunalwahl fand am 14. Mai 2023 statt. Diese führte bei einer Wahlbeteiligung von 38,6 % zu nebenstehender Zusammensetzung der Gemeindevertretung.
Bürgervorsteher ist seit Mitte 2023 Claus Peters (CDU).

### Bürgermeister
Rainhard Zug (CDU) wurde im September 2009 zum Nachfolger von Uwe Rehders gewählt.

### Wappen
Das Wappen wurde am 27. Dezember 1965 genehmigt.
Blasonierung: „Geteilt von Gold und Blau. Oben ein wachsendes rotes Mühlrad, unten ein durchgehendes goldenes Schräggitter, dessen Zwischenräume mit je einem goldenen dreiblättrigen Kleeblatt gefüllt sind.“
Die Symbole des Glinder Wappens gehen in der Hauptsache auf die bemerkenswerte wirtschaftliche Entwicklung des bereits 1229 erwähnten Ortes ein. Das Mühlrad weist Glinde als sehr alten Standort einer „Industriemühle“ aus, die zunächst ein Gerbereibetrieb, seit dem 17. Jahrhundert ein Kupferverarbeitungsunternehmen war. In der Neuzeit erlebte die Gemeinde durch Industrieansiedlungen einen spürbaren Aufschwung. Der niederdeutsche Ortsname „Glinde“ bedeutet „bei der Umzäunung“. Das Gitter in der unteren, „redenden“ Wappenhälfte bezieht sich deshalb auf den Ortsnamen. Die Kleeblätter weisen auf die traditionelle Viehhaltung und insbesondere auf die moderne industrielle Milchproduktion am Ort hin: 1879 entstand in Glinde durch Besitzkonzentration das Gut Glinde, ein moderner landwirtschaftlicher Großbetrieb, der insbesondere für die Versorgung Hamburgs mit Milch und Milchprodukten gedacht war und darüber hinaus einen hohen Bekanntheitsgrad im ganzen Lande hatte.
Das Wappen wurde von dem Brunsbütteler Heraldiker Willy „Horsa“ Lippert gestaltet.

### Flagge
Die Flagge wurde am 31. Mai 1979 genehmigt.
Auf einem von blau und gelb waagerecht geteilten Flaggentuch – etwas aus der Mitte zur Stange hin verschoben – das Gemeindewappen, dahinter – teilweise von dem Wappen überdeckt – ein aus 12 fünfstrahligen Sternen bestehender Sternenkranz in verwechselten Farben.

### Städtepartnerschaften
- Saint-Sébastien-sur-Loire (bei Nantes im westfranzösischen Département Loire-Atlantique) seit 1964; im Zuge der Partnerschaft mit Saint-Sébastien-sur-Loire findet jedes Jahr ein Jugendaustausch statt.
- Kaposvár (Hauptort des Komitats Somogy südlich des Plattensees in Ungarn) seit 1970

## Kultur und Sehenswürdigkeiten
Am Rande des Stadtteils Wiesenfeld zieht der Gellhornpark mit seinen zwei Seen viele Spaziergänger an. Hier steht auch die Gellhornpark-Villa, in der sich seit der Renovierung bis Herbst 2013 ein Restaurant befand.

### Museen

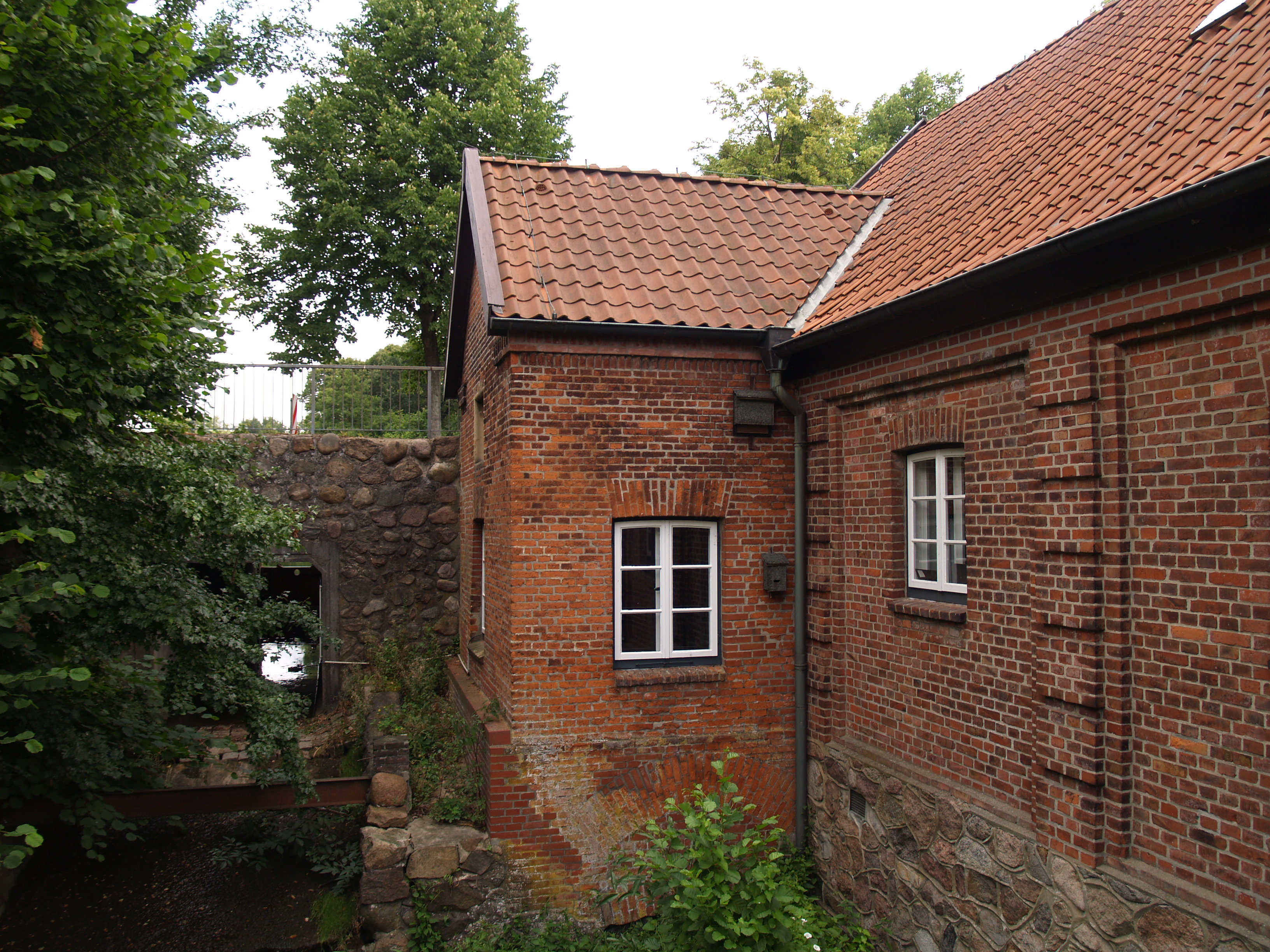
Glinder Mühle

Die Glinder Mühle ist eine alte Wassermühle, die in der heutigen Stadt Glinde steht. Sie ist heute ein Museum, war früher aber eine Fellmühle und später auch eine Kupfermühle, bis sie 1864 zur Farbholzmühle und 1868 zur Kornmühle wurde.

### Sport
Es gibt in Glinde einen Sportverein mit eigenen Spielfeldern, den TSV Glinde. Der TSV benutzt aber auch die Turnhallen der verschiedenen Schulen. Die Volleyballerinnen spielten bis zur Regionalliga, ebenso die Herren des Tischtennis. Inzwischen sind aber beide Mannschaften abgestiegen.
Der Golfclub Gut Glinde nahm im Jahre 2003 den Spielbetrieb auf und verfügt seit August 2008 über einen 18-Loch-Golfplatz (Par 72), einen 9-Loch-Platz sowie über einen 6-Loch-Platz mit Kurzspielbahnen.

### Vereine und Verbände
Folgende Vereine und Verbände sind in Glinde ansässig:
- Angelsportverein Glinde von 1981 e. V.
- BühnenKultur e. V.
- Christliche Pfadfinderschaft Stamm Sönke Nissen
- Coreplex e. V.
- Deutsches Rotes Kreuz Ortsverein Glinde e. V.
- Freiwillige Feuerwehr Glinde
- Jugendfeuerwehr Glinde
- Kinderfeuerwehr Glinde „Feuerfüchse“
- Förderverein der Freiwilligen Feuerwehr Glinde
- Förderkreis Glinder Kulturwochen e. V.
- Gemeinschaftszentrum Sönke-Nissen-Park-Stiftung
- Gewerbevereinigung Glinde von 1949 e. V.
- Heimat- und Bürgerverein Glinde von 1982 e. V.
- Jugendchor Glinde
- Kleingärtnerverein Glinde e. V.
- Musikschule Glinde e. V.
- Stadtmarketing Glinde e. V.
- Theoter ut de Möhl – Glinde e. V.
- TSV Glinde von 1930 e. V.

## Wirtschaft und Infrastruktur

### Unternehmen
Die meisten Unternehmen sind südöstlich von Glinde im Industriegebiet zwischen Glinde und Reinbek angesiedelt unter anderem Alfa Laval / DeLaval, Federal Mogul Bremsbelag GmbH, Imparat Farben und be quiet!. Seit 2018 befindet sich der Unternehmenssitz der REISSWOLF International AG mit über zweihundert Mitarbeitern, u. a. in der Verwaltung, einem Scancenter, einem Aktenarchiv sowie einer Abteilung für Softwareentwicklung, ebenfalls in diesem Industriegebiet. Ein kleineres Industriegebiet befindet sich im Osten von Glinde, in dem unter anderem die Gies Kerzen GmbH bis 2017 angesiedelt war. Im Stadtteil Wiesenfeld befindet sich eine kleine Ladenzeile.
Zwischen Wiesenfeld und Reinbek liegt das Gewerbegebiet Glinde-Reinbek, durch das die Grenze der beiden Städte verläuft.

### Öffentliche Einrichtungen
Glinde verfügte über ein Bundeswehrdepot. Das Depot war direkt mit der einzigen Eisenbahnstrecke im Ort verbunden. Am 31. Dezember 2005 wurde das Depot geschlossen und das Gebiet verkauft. Auf der Fläche mit heutigem Namen „An der alten Wache“ wurden Wohnhäuser für bis zu 2000 Einwohner errichtet.
In Wiesenfeld besteht das Angebot einer Tagesstätte für Kinder sowie eines Jugendtreffs für Jugendliche.
Gleichfalls im Ortsteil Wiesenfeld befindet sich die „Begegnungsstätte Spinosa“, eine Einrichtung der Stadt Glinde mit offener Kinder- und Jugendarbeit, in der auch verschiedene Veranstaltungen stattfinden und eine Hausaufgabenhilfe angeboten wird.

### Bildung
- Die Grundschule Tannenweg ist eine der beiden Glinder Grundschulen. Sie befindet sich auf dem Glinder Berg und enthält als einzige Schule in Glinde ein kleines integriertes Lehrschwimmbecken.

- Die Grundschule Wiesenfeld liegt direkt am Gelände der GEMS-Wiesenfeld. Sie ist etwa 1997 in ein neues (halbrundes) Gebäude umgezogen und hat dadurch der (damals noch) IGS weitere Räume frei gemacht. Die Klassen 1 bis 4 sind hier untergebracht, pro Jahrgang gibt es zurzeit drei Klassen.

- Die Gemeinschaftsschule Wiesenfeld mit gymnasialer Oberstufe liegt direkt neben der Grundschule Wiesenfeld und ist nur wenige Meter vom Schulzentrum entfernt, dazwischen liegt ein Zipfel des Gellhornparks. Aufgrund der großen Nähe zum Schulzentrum tauschen das Gymnasium Glinde und die Oberstufe der GEMS-Glinde einige Schüler für bestimmte Leistungskurse aus. Da die Gemeinschaftsschule meist weniger Schüler in der Oberstufe hat, kann sie nicht so viele Leistungskurse anbieten und so wird den Schülern ermöglicht, das zweite Leistungskursfach am Gymnasium zu belegen, während das Gymnasium überfüllte Kurse entlasten kann, indem einige Schüler in die Leistungskurse der GEMS gehen. Auch Schüler aus den umliegenden Gemeinden Reinbek, Oststeinbek besuchen diese Schule.

- Das Glinder Schulzentrum ist heute eines der größten der Region. Es beinhaltet ein Gymnasium (Gymnasium Glinde) sowie eine Gemeinschaftsschule, die seit Mitte 2009 „Sönke-Nissen-Gemeinschaftsschule“ heißt. Durch seine Größe zieht es die Schüler täglich aus Ortschaften wie Barsbüttel, Reinbek, Oststeinbek oder gar aus der Stadt Hamburg zum Schulzentrum; begünstigt wird dies durch eine eigene Bushaltestelle. Da es oft an Platz für die vielen Klassen fehlte, wurde es zuerst mit zwei Klassenräumen in Containern und 2006 auch durch ein ganzes Stockwerk erweitert.

Nachmittags wird das Gebäude auch von beispielsweise (Nachhilfe-)Vereinen, der Volkshochschule und anderen Interessenten benutzt. Neben den Hörsälen und Klassen- und Fachräumen gibt es auch das sogenannte Forum, ein theaterähnlicher Raum mit Bühne (vgl. Aula), der bei Bedarf um die Schulstraße erweitert werden kann. Die Schulstraße ist ein 100 m langer Gang, der sich im Erdgeschoss durch das gesamte Gebäude zieht und Ost- und Westeingang miteinander verbindet. Von der Schulstraße aus erreicht man die Treppen zu den anderen Stockwerken sowie die Hörsäle und auf der anderen Seite Verwaltungstrakt und Lehrerzimmer.
- Eine Förderschule (die Wilhelm-Busch-Schule), die sich auf demselben Gelände wie die Gemeinschafts- und Grundschule befindet.

- Es gibt auch eine Volkshochschule in Glinde, die aber keine eigenen Unterrichtsräume hat.

- Am Glinder Markt gibt es außerdem die Stadtbücherei im Marcellin-Verbe-Haus.

### Verkehr

#### Straßen
Nordöstlich der Stadt wird über die Kreisstraße K 80 die Auffahrt der Bundesautobahn 24 erreicht.

#### Bahn
Glinde ist heutiger Endpunkt des Restes der ehemaligen Südstormarnschen Kreisbahn, die seit den 1950er Jahren durch die AKN Eisenbahn als Güterbahn betrieben wird.

#### ÖPNV
Die Verkehrsbetriebe Hamburg-Holstein (VHH) bedienen Glinde durch diverse Buslinien mit kurzen Taktzeiten innerhalb des Hamburger Verkehrsverbundes (HVV) mit Oststeinbek und Billstedt. Glinde liegt noch im Tarifbereich „Hamburg AB“, so dass Fahrkarten nach Hamburg nicht mehr kosten als innerhalb Hamburgs.

## Persönlichkeiten
- Noma Noha Akugue (* 2003), Tennisspielerin, wuchs in Glinde auf
- Eva Lys (* 2002), Tennisspielerin, wuchs in Glinde auf[16]
- Seija Ballhaus (* 2000), Judoka, wuchs in Glinde auf
- Mascha Ballhaus (* 2000), Judoka, wuchs in Glinde auf
- Miriam Butkereit (* 1994), Judoka und Gewinnerin einer Silbermedaille bei den Olympischen Spielen in Paris 2024, wuchs in Glinde auf
- Jan van Aken (* 1961), Politiker (Die Linke), wuchs in Wiesenfeld auf
- Johann Wilhelm Christern (1809–1876), Schriftsteller und Musiker, geboren in Karolinenhof
- Manfred Harsdorff (1932–1997), Festkörperphysiker und Professor für Angewandte Physik an der Universität Hamburg, lebte in Glinde[17]
- Gertrud Kille (1925–1978), Olympionikin, mehrfache deutsche Meisterin und Unternehmerin, geboren in Wandsbek, lebte und starb in Glinde
- Gwendolyn Sasse (* 1972), Politikwissenschaftlerin und Slawistin
- Klaus Stürmer (1935–1971), Fußballspieler, Nationalspieler sowie deutscher und Schweizer Meister
- Heinrich Thies (1938–2023), Interessenvertreter für die niederdeutsche Sprache, lebte in Glinde und war aktiv im Heimatverein und Mühlenmuseum[18]